# 自我
自我（じが、英語: ego、ドイツ語: das Ich または Ich）とは、哲学および精神分析学における概念。哲学において認識・感情・意思・行為の主体を外界や他人と区別していう語。なお、ドイツ語代名詞の ichとは、頭文字を大文字で表記することで区別される。

## 哲学における自我
哲学におけるdas Ich（私とも。以下自我とする）は自己意識ともいい、批判哲学および超越論哲学において、自己を対象とする認識作用のこと。超越論哲学における原理でもある。初期フィヒテの知識学においては、自我は知的直観の自己定立作用 (独: Selbstsetzung) であり、哲学の原理であるとともに唯一の対象である。自然はこれに反定立される非我 (独: das Nicht-Ich) であって本来的な哲学の対象ではない。したがってフィヒテにおいては自然哲学の可能性は否定される。これに対し、他我 (独: das Andere-Ich) と呼ばれる個別的人格の可能性は、非我と異なり道徳性において承認されかつ保証され、この構想はシェリングおよびヘーゲルから様々な点で批判されたが、一方フィヒテ自身もこの、他我なし自我概念にあきたらず、後期フィヒテにおいては自我は、我々＝自我たち(独: das Wir)、および絶対者 (独: das Absolute) の概念へと展開される。すなわち、後期ドイツ観念論においては、もはや自我は体系全体の中軸概念としては扱われなくなる。
シェリングはフィヒテの自我概念を摂取し、『自我について』(“Vom Ich”) で自我の自己定立性を、無制約性と結びつけた。自我論文においては、物(独: das Ding)である非我一般に対し、無制約者 (独: das Unbedingte) としての自我は「物（独: Ding）にされないもの」として対置させられる。そのような自我の特質としての無制約性が自由である。ここにおいて思惟の遂行としての哲学すなわち無制約な自我の自己知は、自由な行為 (独: Handlung) となり、カント以来の課題であった知と行為の一致は、ただ自我の自由においてのみ一致する。また、シェリングはフィヒテが否定した自然哲学を主題的にとりあげ、『超越論的哲学の体系』において自我の前史・自我の超越論的過去としての自然という構想を得る。さらに進んで、『我が哲学体系の叙述』では、自我すなわち主観的精神と客観的自然はその原理において同一であり、無限な精神と有限な自然とは、即自において（それ自体としては）無差別な絶対者であるといわれる。これによってシェリングの同一哲学の原理である無差別(独: Indifferenz)が獲得される。
このような思想において、主観的なものとして取り上げられるのはもはや自我ではなく、むしろ精神であり、また精神における主観的なものとしての知また哲学となる。後にヘーゲルは『精神の現象学』でこの絶対者概念を取り上げ、このような同一性からは有限と無限の対立そのものを導出することができないと批判した。そのようなヘーゲルの体系では、自己意識は精神の発展・教養形成の初期の段階に位置づけられ、もはや初期知識学のような哲学全体の原理としての地位から退くのである。
一方、マックス・シュティルナーはフィヒテの自我の原理をさらに唯物論的に発展させ、自我に価値を伴わない一切の概念をすべて空虚なものとした極端な個人主義を主張。国家や社会も自我に阻害するものであれば、排除するべきであるという無政府主義を主張した。

## 精神分析学における自我
ジークムント・フロイトにおける das Ich（以下自我とする）は精神分析学上の概念である。
なおアメリカの精神分析学においては、1953年にジェイムズ・ストレイチーによるフロイト翻訳全集の英訳の際、独: das Ich（自我）は羅: ego（エゴ）、独: Über-Ich（超自我）は 英: super-ego（スーパー・エゴ）、独: Es（エス）は羅: id（イド）と訳され用語として流布した。
初期精神分析（~1922, フロイト）における自我（じが、独: das Ich）は意識を中心にした自己である。つまり「私」に近いものである。これは初期のフロイトが意識と無意識の区別によって精神を把握していたためである。

### 自我
心的構造論における自我（じが、独: das Ich、羅: ego）は意識と前意識、それに無意識的防衛を含む心の構造である。エゴとも呼ばれる。
自我はエスからの要求と超自我からの要求を受け取り、外界からの刺激を調整する機能を持つ。無意識的防衛を行い、エスからの欲動を防衛・昇華したり、超自我の禁止や理想と葛藤したり従ったりする、調整的な存在である。全般的に言えば、自我はエス・超自我・外界に悩まされる存在として描かれる事も多い。
自我は意識とは異なるもので、飽くまでも心の機能や構造から定義された概念である。有名なフロイトの格言としては「自我はそれ自体、意識されない」という発言がある。自我の大部分は機能や構造によって把握されており、自我が最も頻繁に行う活動の一つとして防衛が挙げられるが、この防衛は人間にとってほとんどが無意識的である。よって「自我は意識」と考えるのには注意しなくてはならない。
"意識する私"の探求、精神の迷宮を歩く、 自己イメージの鏡、内なる自我を映す。日本語においての自我という言葉は、一般的には「私」と同意に受け取られやすいが、それは日常語の範囲で使用する場合にのみ当てはまる。

### エス
エス (独: Es) は無意識に相当する。正確に言えば、無意識的防衛を除いた感情、欲求、衝動、過去における経験が詰まっている部分である。英米ではイド（羅: id）とも呼ばれる。
エスはとにかく本能エネルギーが詰まっていて、人間の動因となる性欲動（リビドー）と攻撃性（死の欲動）が発生していると考えられている部分である。これをジークムント・フロイトは精神分析の臨床と生物学から導いた。性欲動はヒステリーなどで見られる根本的なエネルギーとして、攻撃性は陰性治療反応という現象を通じて想定されたものである。またエスは幼少期における抑圧された欲動が詰まっている部分、と説明される事もある。このエスからは自我を通してあらゆる欲動が表現される。それを自我が防衛したり昇華したりして操るのである。
エスは視床下部のはたらきと関係があるとされた。なおこのEsという言葉はフリードリヒ・ニーチェが使用し、ゲオルグ・グロデックの“Das Buch vom Es”（『エスの本』）などで使われた用語である。フロイトは1923年に発表した自我とエスという論文で、彼のこの用語を使用するようになった。

### 超自我

超自我（ちょうじが、独: Über-Ich、英: super-ego）は、自我とエスをまたいだ構造で、ルール・道徳観・倫理観・良心・禁止・理想などを自我とエスに伝える機能を持つ。スーパー・エゴとも呼ばれる。
厳密には意識と無意識の両方に現れていて、意識される時も意識されない時もある。ただ基本的にはあまり意識されていないものなので、一般的には無意識的であるとよく説明される。父親の理想的なイメージや倫理的な態度を内在化して形成されるので、それ故に「幼少期における親の置き土産」とよく表現される。精神分析学においてはエディプス・コンプレックスという心理状態を通過して形成されると考えられている。
超自我は自我の防衛を起こす原因とされている。自我が単独で防衛を行ったり抑圧をしたりするのは稀であるとフロイトにおいては考えられている。また超自我はエスの要求を伝える役目も持っており、例えばそれは、無意識的な欲求を知らず知らずのうちに超自我の要求を通して発散しているような場合である。他にも超自我は自我理想なども含んでいると考えられ、自我の進むべき方向（理想）を持っていると考えられている。夢を加工し検閲する機能を持っているので、フロイトは時に超自我を、自我を統制する裁判官や検閲官と例えたりもしている。
超自我は前頭葉のはたらきと関係があるとされているが、脳科学的実証はされていない。
（以下は、英語版Wikipedia「Super-ego」の訳である）
超自我（スーパー・エゴ）とは、文化的な内在化された規範を反映したものであり、主に、両親が子供に案内したり子供に影響を与えるために、子供に教え与えたものである。フロイトは、より早期の、「自我」という概念と、「『自我』による自己愛的な満足を監視する、我々が良心と呼ぶ特別な精神的装置」という概念との組み合わせから、この「超自我」という概念を発展させた。フロイトから見れば、超自我を取り込むことは、親の助けによる、親との同一視の成功として理解される。超自我が発達するにつれて、教育者や教師や道徳のモデルとして選ばれた人など、親の立場に立つ人達からの影響を取り込むようになる。
超自我は完璧を目指す。超自我は、人柄（パーソナリティ）の組織化された一部分である。超自我は、概ね無意識的に行われるが、完全に無意識的ではない。超自我は、個人の自我の概念を含み、精神的目標を含み、自分の欲求や空想や感情や行動を批評したり禁止したりする、通常は良心と呼ばれる精神的装置を含む。超自我は、悪いことに対して、罪の意識と共にこらしめるような、ある種の良心であると考えることができる。例えば、婚姻外の情事に対する罪の意識である。この意味において、超自我は、「内的な批評家」を概念化したものであり、それは「IFS」や「声の対話」のような現代の治療法においても示される。
超自我は、イドとは反対方向に働く。イドは、その場の自己満足を求めるのに対して、超自我は、社会的に適切な方法で行動するよう求めて、イドと戦う。超自我は、我々の正誤の判断や、罪の意識をコントロールする。超自我は、社会的に容認される行動を行うように我々を仕向けて、我々が社会に適合するのを助ける。超自我の要求は、しばしばイドの要求とは反対であり、自我は、両者を和解させようとして、困難な時を過ごす。
フロイトの学説によれば、超自我は、父親の存在や文化的な統制を、象徴的に内在化させたものである。超自我は、イドの欲求に反対する立場を取りやすい。両者は、同一の目標物を争っており、自我に絶え間ない働きかけを行っている。超自我は、良心として働き、我々の倫理感やタブーによる禁止を維持する。超自我と自我は、子供時代の無力さとエディプス・コンプレックスという2つの鍵となる要因の産物である。少年は、去勢されることを恐れて、母親を性的愛情の対象にすることができないが、その後に、少年の超自我は、エディプス・コンプレックスが消滅するにつれて、父親の存在を同一視により内在化しながら形成される。
フロイトは、著書「自我とイド」（1923年）の中で、次のように述べている。
「超自我は、父親の特質を維持し続ける。エディプス・コンプレックスが強力であったほど、そして、（権威や宗教教育や学校教育や読書の影響下で）抑圧によるそれの消滅が速かったほど、良心あるいは意識されない罪悪感という形で、超自我の自我に対する優勢は、後でより圧倒的になる」。
超自我の概念やエディプス・コンプレックスは、その男性上位主義により批判の対象になっている。女性は、すでに去勢されていると見なされるのであるが、父親とは同一視を行わないので、フロイトは次のように述べている。「女性の超自我は、非情であり、人間味が無く、感情に動かされて気ままである。女性が行う判断は、愛情や敵意のような感情から、多くの影響を受けている」。しかし、フロイトは、自分の立場を修正し続けており、次のように述べている。「大多数の男性は、理想的な男性からは程遠い。全ての人間は、両性的な性質を持ち、異性の親から影響を受けるので、男性的な性質と女性的な性質の両方を併せて持っている」。
シグモンド・フロイトの著書「文明とその不満」（1930年）の中で、フロイトは「文化的超自我」について、次のように述べている。「超自我の要求は、普遍的な文化的超自我の教訓と一致する。この点において、集団としての文化の発展と個人としての文化の発展の二つの過程は、かつてもそうであったように、常に連結している」。倫理感は、文化的な超自我の中心的な要素である。フロイトは、分析的な道徳家として、「文化的超自我や、文化的超自我の倫理的な要求に対して、心理学的ではない方法で研究を進める仕方」に反対した。そして、「文化的超自我は、人間の精神的な構造についての事実と、整合する」と述べた。